# Red-edge

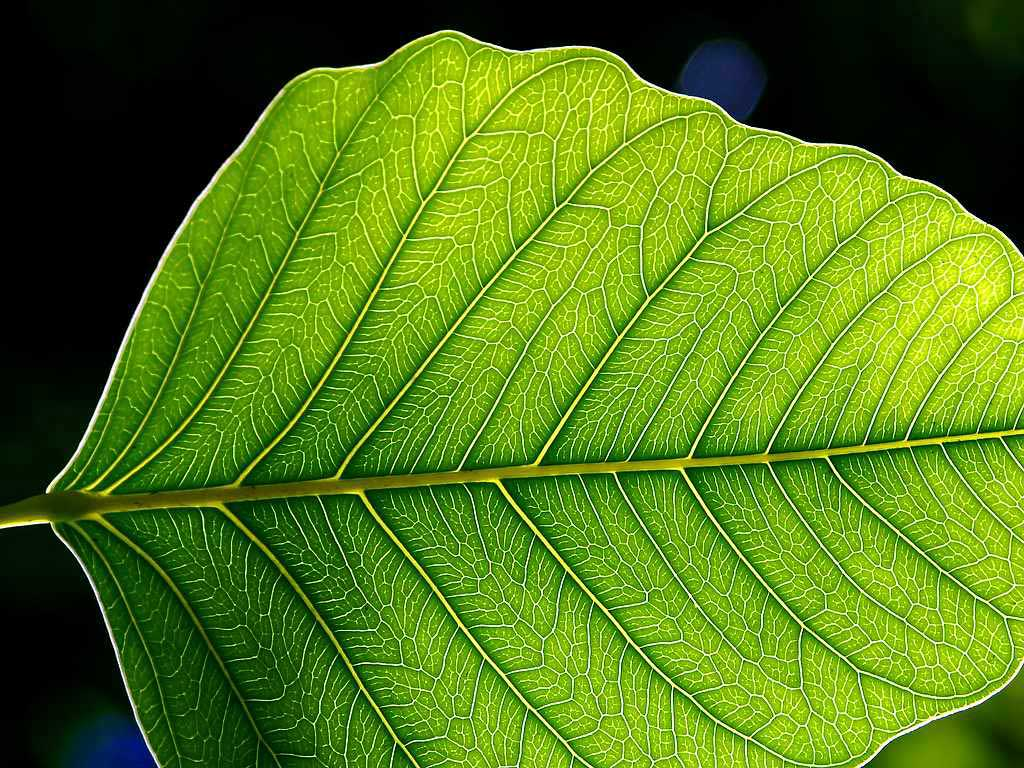
Les feuilles des plantes sont-elles vertes ? Rouges ?

Le red-edge ou red edge (terme d'origine anglaise, littéralement « bord (ou marge) rouge »), est une portion du spectre électromagnétique dans le proche infrarouge.

## Aspects théoriques

### Particularités physiques de l'activité chlorophyllienne
Le red-edge renvoie à la région de changement rapide de réflectance de la chlorophylle, communément appelée pic de réflectance de la chlorophylle, dans le proche infrarouge. La végétation absorbe la plupart de la lumière dans la partie visible du spectre, mais réfléchit fortement dans les longueurs d'onde supérieures à 700 nm. Ceci est un avantage des plantes pour éviter les problèmes de surchauffe durant la photosynthèse. Concrètement, la réponse spectrale de la végétation se caractérise par une faible réflectance dans le rouge (spectre visible) et une réflectance importante dans le proche infrarouge : la différence de réflectance entre 680 et 730 nm peut être de 5 à 50 %.

### NDVI: un moyen pour caractériser cette activité
Plusieurs indices sont définis pour estimer la biomasse, les rendements des cultures et les changements du couvert végétal.
Le plus connu est le NDVI (Normalized Difference Vegetation Index), calculé à partir des canaux rouge et proche infrarouge :
{\displaystyle {\mathrm {NDVI} }={\frac {\mathrm {NIR} -\mathrm {Red} }{\mathrm {NIR} +\mathrm {Red} }}},
où {\displaystyle \mathrm {NIR} } et {\displaystyle \mathrm {Red} } représentent la réflectance respectivement dans le proche infrarouge et dans le rouge.
L'indice peut varier théoriquement entre −1 et +1. Pour des surfaces naturelles, il varie entre 0 (absence de végétation) et une valeur proche de +1 (végétation très abondante).
Ainsi, plus cet indice est élevé, plus le niveau de photosynthèse est fort, donnant alors une indication sur la quantité de la végétation et assurer un suivi de la végétation, des forêts, de l’agriculture, ...
Toutefois, cet indice NDVI présente quelques défauts : il peut être assez perturbé par les conditions atmosphériques, les voiles nuageux et par le sol lorsque le couvert végétal est peu dense.

## Applications
Ce phénomène apparait dans la luminosité du feuillage en photographie infrarouge. Il est utilisé en télédétection pour suivre l'activité végétale.
De manière prospective, cette technique pourrait être aussi utilisée dans le domaine de l'exobiologie pour détecter des organismes convertissant la lumière sur les planètes éloignées.

## Capteurs red-edge utilisés pour l'observation de la Terre
Les particularités du red-edge sont connues depuis 20 ans, de nombreux travaux ont été menés dessus, mais son exploitation et son utilisation restent pour l'instant limités.

### Capteurs aériens
De nombreux cas d'imageurs aériens mesurent la réflectance dans le red-edge, notamment les capteurs hyperspectraux. Cependant, les faibles surfaces couvertes pour un coût important n'ont pas permis d'élargir l'exploitation de cette bande au-delà du champ expérimental.

### Capteurs satellitaires
En imagerie satellitaire, les satellites multispectraux mesurent la réflectance dans cette bande, mais à une résolution spatiale trop grande pour envisager un suivi précis de l'activité végétale. A titre d'exemple, la résolution spatiale est de 1 km sur l'imageur multi-spectral MODIS du satellite Terra, tout comme sur l'imageur MERIS d'Envisat. 
Lancés en 2008, les satellites de la constellation RapidEye sont les premiers satellites équipés d'un instrument observant dans la bande 0,69–0,73 µm. Ces satellites permettent de combler la lacune précédente avec leur résolution spatiale plus fine (5 m).
Aujourd'hui, d'autres satellites disposent d'un imageur multi-spectral à bord mettant en exergue l'activité chlorophylienne avec une bonne résolution spatiale : OLI sur Landsat 8 (30 m de résolution spatiale) et sur Sentinel-2, dont le premier exemplaire a été lancé en 2015, l'imageur multi-spectral MSI des satellites observe entre autres dans deux bandes couvrent cette partie intéressante du spectre avec deux bandes étroites centrées sur 0,705 et 0,740 µm pour une résolution spatiale de 20 m.
La constellation de satellites Pléiades Neo lancés en 2021 et 2022 par Airbus Defence and Space dispose d'une bande Red Edge centrée autour de 0,709 µm.